# Argyreia ionantha
Argyreia ionantha är en vindeväxtart som först beskrevs av Kerr, och fick sitt nu gällande namn av Khunwasi och Traiperm. Argyreia ionantha ingår i släktet Argyreia och familjen vindeväxter. Inga underarter finns listade i Catalogue of Life.